# Kostel svatého Stanislava (Jemnice)
Kostel svatého Stanislava v Jemnici je římskokatolický farní kostel zasvěcený svatému Stanislavovi. Nejstarší část kostela pochází z poslední čtvrtiny 14. století. Stojí uprostřed náměstí Svobody v centru obce Jemnice na Třebíčsku. Kostel byl v dalších staletích několikrát stavebně upraven a rozšířen. Od roku 1958 je chráněn jako kulturní památka.

## Historie

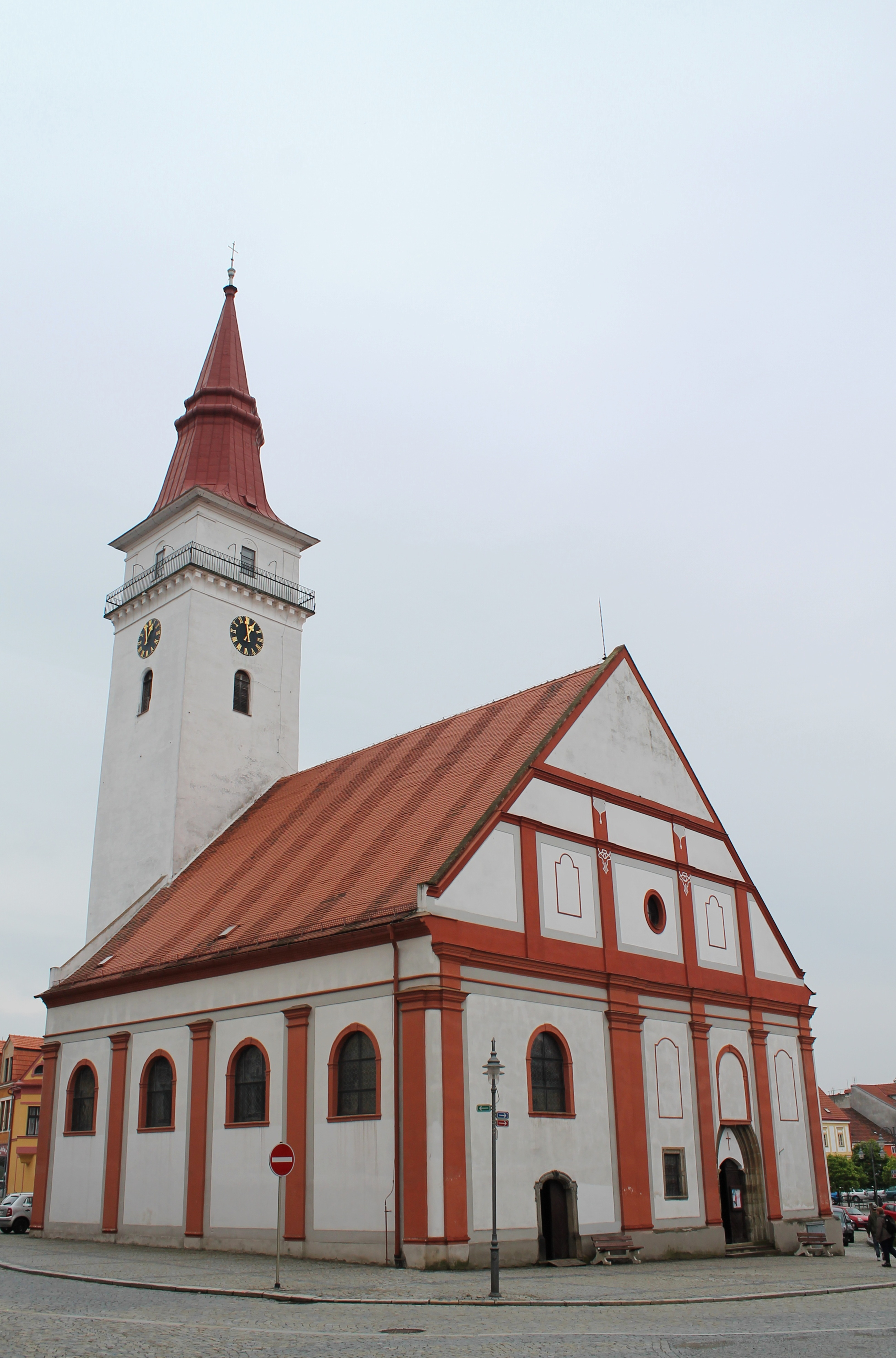
Kostel sv. Stanislava na náměstí Svobody v Jemnici

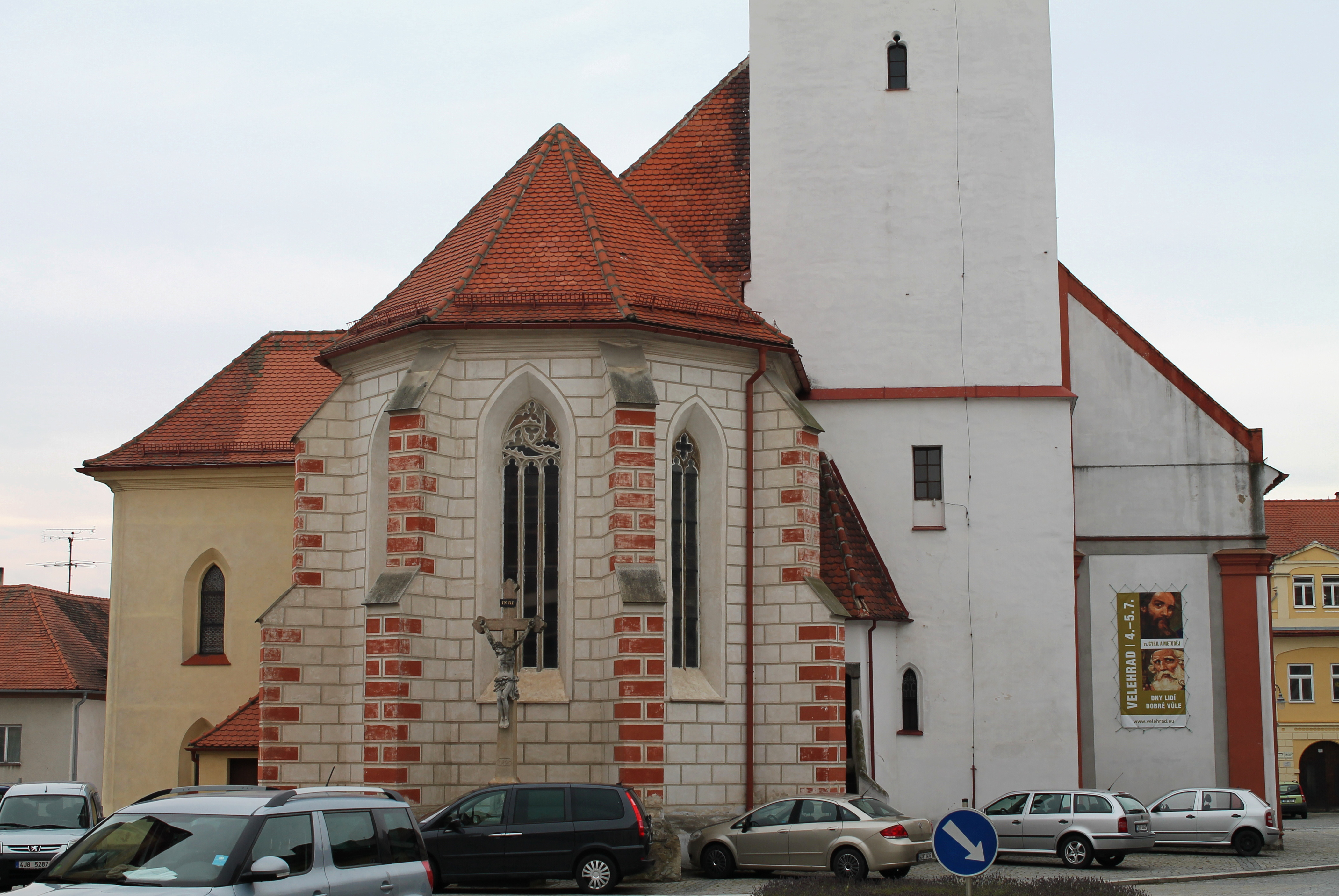
Závěr kostela s presbytářem

Na místě kostela původně stávala gotická hradní kaple ze 4. čtvrtiny 14. století. Ty byla následně pozdně goticky přebudována. Další úpravy byly provedeny po roce 1580, kdy byla kaple přestavěna na trojlodní kostel s vestavěnými tribunami.
Větší úpravy byly provedeny v roce 1725, kdy byla ke kostelu přistavěna kaple svatého Josefa, která tvoří vedlejší loď kostela. Má přitom vlastní vstup s barokním portálem. Roku 1846 získaly fasády téměř dnešní podobu, věž byla zvýšena a nově zastřešena.

## Popis
Kostel je trojlodní, orientovaný, s odsazeným polygonálním kněžištěm. Poměrně členitá fasáda je vyzdobena jednoduchým sgrafitem.
Hlavní oltář s obrazem Umučení sv. Stanislava nechal zhotovit svobodný pán Maxmilián Arnošt z Vlašimi na přelomu 17. a 18. století. Ze stejného období pochází i kazatelna a křtitelnice.
Na levé straně presbytáře je umístěna socha Krista na kříži od jemnického sochaře Jaroslava Šlezingera, která byla vysvěcena 18. září 1938. 
Ze severu ke kostelu přiléhá hranolová věž, v níž se nacházejí tři zvony, nesoucí jména patronů jemnických kostelů: Stanislav, Jakub a Vít.